# Saison 2018 de l'équipe cycliste Trek-Segafredo
La saison 2018 de l'équipe cycliste Trek-Segafredo est la huitième de cette équipe.

## Préparation de la saison 2018

### Sponsors et financement de l'équipe
L'équipe porte depuis 2016 le nom de son propriétaire et sponsor principal, fabricant de vélo Trek, et de la marque de café Segafredo Zanetti (it), devenue co-sponsor en 2016. D'abord engagée pour deux ans, celle-ci a prolongé jusqu'à 2020 le contrat qui la lie à l'équipe, son président Massimo Zanetti (it) s'estimant satisfait de la première année de sponsoring.
Trek-Segafredo arbore en 2018 un nouveau maillot, fourni par Santini et de couleur rouge. Comme l'ancien maillot, il arbore de fines rayures verticales. Le cuissard est noir, avec une bande rouge au bas des cuisses,.

### Arrivées et départs
| Arrivées           | Équipe 2017                 |
| ------------------ | --------------------------- |
| Gianluca Brambilla | Quick Step Floors           |
| Nicola Conci       | Zalf Euromobil Désirée Fior |
| Niklas Eg          | Veloconcept                 |
| Alex Frame         | JLT Condor                  |
| Tsgabu Grmay       | Bahrain-Merida              |
| Ryan Mullen        | Cannondale-Drapac           |
| Toms Skujins       | Cannondale-Drapac           |

| Départs                  | Équipe 2018                   |
| ------------------------ | ----------------------------- |
| André Cardoso            |                               |
| Marco Coledan            | Wilier Triestina-Selle Italia |
| Alberto Contador         | retraite                      |
| Jesús Hernández Blázquez | retraite                      |
| Edward Theuns            | Sunweb                        |
| Haimar Zubeldia          | retraite                      |

### Objectifs
Alberto Contador n'étant pas remplacé après avoir mis un terme à sa carrière, Bauke Mollema retrouve le rôle de leader de l'équipe pour les courses par étapes. Il devrait notamment être aligné au Tour de France. Jarlinson Pantano, équipier de Contador en 2017, aura la possibilité de tenter sa chance dans un grand tour. Fabio Felline et Giacomo Nizzolo sont les sprinteurs de Trek-Segafredo, John Degenkolb et Jasper Stuyven ses leaders pour les classiques,.

## Coureurs et encadrement technique

### Effectif
| Cycliste           | Date de naissance | Nationalité | Équipe 2017                 |  |
| ------------------ | ----------------- | ----------- | --------------------------- |  |
| Eugenio Alafaci    | 9 septembre 1990  | Italie      | Trek-Segafredo              |  |
| Fumiyuki Beppu     | 10 avril 1983     | Japon       | Trek-Segafredo              |  |
| Julien Bernard     | 17 mars 1992      | France      | Trek-Segafredo              |  |
| Gianluca Brambilla | 22 août 1987      | Italie      | Quick Step Floors           |  |
| Matthias Brändle   | 7 décembre 1989   | Autriche    | Trek-Segafredo              |  |
| Nicola Conci       | 5 janvier 1997    | Italie      | Zalf Euromobil Désirée Fior |  |
| Gregory Daniel     | 8 novembre 1994   | États-Unis  | Trek-Segafredo              |  |
| Koen de Kort       | 8 septembre 1982  | Pays-Bas    | Trek-Segafredo              |  |
| John Degenkolb     | 7 janvier 1989    | Allemagne   | Trek-Segafredo              |  |
| Laurent Didier     | 19 juillet 1984   | Luxembourg  | Trek-Segafredo              |  |
| Niklas Eg          | 6 janvier 1995    | Danemark    | Veloconcept                 |  |
| Fabio Felline      | 29 mars 1990      | Italie      | Trek-Segafredo              |  |
| Alex Frame         | 18 juin 1993      | Royaume-Uni | JLT Condor                  |  |
| Michael Gogl       | 4 novembre 1993   | Autriche    | Trek-Segafredo              |  |
| Tsgabu Grmay       | 25 août 1991      | Éthiopie    | Bahrain-Merida              |  |
| Ruben Guerreiro    | 6 juillet 1994    | Portugal    | Trek-Segafredo              |  |
| Markel Irizar      | 5 février 1980    | Espagne     | Trek-Segafredo              |  |
| Bauke Mollema      | 26 novembre 1986  | Pays-Bas    | Trek-Segafredo              |  |
| Ryan Mullen        | 7 août 1994       | Irlande     | Cannondale-Drapac           |  |
| Giacomo Nizzolo    | 30 janvier 1989   | Italie      | Trek-Segafredo              |  |
| Jarlinson Pantano  | 19 novembre 1988  | Colombie    | Trek-Segafredo              |  |
| Mads Pedersen      | 18 décembre 1995  | Danemark    | Trek-Segafredo              |  |
| Grégory Rast       | 17 janvier 1980   | Suisse      | Trek-Segafredo              |  |
| Kiel Reijnen       | 1er juin 1986     | États-Unis  | Trek-Segafredo              |  |
| Toms Skujins       | 15 juin 1991      | Lettonie    | Cannondale-Drapac           |  |
| Peter Stetina      | 8 août 1987       | États-Unis  | Trek-Segafredo              |  |
| Jasper Stuyven     | 17 avril 1992     | Belgique    | Trek-Segafredo              |  |
| Boy van Poppel     | 18 janvier 1988   | Pays-Bas    | Trek-Segafredo              |  |

- Stagiaires

À partir du 1er août 2018
| Coureur          | Date de naissance | Nationalité | Équipe          |
| ---------------- | ----------------- | ----------- | --------------- |
| Matteo Moschetti | 14-08-1996        | Italie      | Polartec-Kometa |
| Michel Ries      | 11-03-1998        | Pays-Bas    | Polartec-Kometa |

## Bilan de la saison

### Victoires
| Date      | Course                                                 | Pays       | Classe | Vainqueur         |
| --------- | ------------------------------------------------------ | ---------- | ------ | ----------------- |
| 23 janv.  | 3e étape du Tour de San Juan                           | Argentine  | 2.1    | Ryan Mullen       |
| 25 janv.  | Trofeo Porreres-Felanitx-Ses Salines-Campos            | Espagne    | 1.1    | John Degenkolb    |
| 27 janv.  | Trofeo Lloseta-Andratx                                 | Espagne    | 1.1    | Toms Skujiņš      |
| 28 janv.  | Trofeo Palma                                           | Espagne    | 1.1    | John Degenkolb    |
| 28 janv.  | 7e étape du Tour de San Juan                           | Argentine  | 2.1    | Giacomo Nizzolo   |
| 2 fév.    | 2e étape du Herald Sun Tour                            | Australie  | 2.1    | Mads Pedersen     |
| 23 mars   | 5e étape du Tour de Catalogne                          | Espagne    | 2.UWT  | Jarlinson Pantano |
| 23 mars   | 2e étape de la Semaine internationale Coppi et Bartali | Italie     | 2.1    | Bauke Mollema     |
| 15 mai    | 3e étape du Tour de Californie                         | États-Unis | 2.UWT  | Toms Skujiņš      |
| 16 juin   | Tour de Fyen                                           | Danemark   | 1.1    | Mads Pedersen     |
| 28 juin   | Championnat d'Irlande du contre-la-montre              | Irlande    | CN     | Ryan Mullen       |
| 28 juin   | Championnat de Lettonie du contre-la-montre            | Lettonie   | CN     | Toms Skujins      |
| 15 juill. | 9e étape du Tour de France                             | France     | 2.UWT  | John Degenkolb    |
| 4 août    | 4e étape du Tour du Danemark                           | Danemark   | 2.HC   | Mads Pedersen     |
| 14 août   | 4e étape du BinckBank Tour                             | Belgique   | 2.UWT  | Jasper Stuyven    |
| 12 sept.  | Grand Prix de Wallonie                                 | Belgique   | 1.1    | Jasper Stuyven    |
| 16 sept.  | Grand Prix Jef Scherens                                | Belgique   | 1.1    | Jasper Stuyven    |
| 22 sept.  | Tour de l'Eurométropole                                | Belgique   | 1.HC   | Mads Pedersen     |
| 7 oct.    | Grand Prix Bruno Beghelli                              | Italie     | 1.HC   | Bauke Mollema     |
| 9 oct.    | Trois vallées varésines                                | Italie     | 1.HC   | Toms Skujins      |

### Résultats sur les courses majeures
Les tableaux suivants représentent les résultats de l'équipe dans les principales courses du calendrier international (les cinq classiques majeures et les trois grands tours). Pour chaque épreuve est indiqué le meilleur coureur de l'équipe, son classement ainsi que les accessits glanés par Trek-Segafredo sur les courses de trois semaines.

#### Classiques
| Classique            | Milan-San Remo       | Tour des Flandres  | Paris-Roubaix       | Liège-Bastogne-Liège | Tour de Lombardie  |
| -------------------- | -------------------- | ------------------ | ------------------- | -------------------- | ------------------ |
| Coureur (classement) | Jasper Stuyven (10e) | Mads Pedersen (2e) | Jasper Stuyven (5e) | Bauke Mollema (25e)  | Nicola Conci (37e) |

#### Grands tours
| Grand tour           | Tour d'Italie            | Tour de France                      | Tour d'Espagne                         |
| -------------------- | ------------------------ | ----------------------------------- | -------------------------------------- |
| Coureur (classement) | Gianluca Brambilla (18e) | Bauke Mollema (26e)                 | Gianluca Brambilla (16e)               |
| Accessits            | -                        | 1 victoire d'étape (John Degenkolb) | Prix de la combativité (Bauke Mollema) |